# Wellington Rato
Wellington Soares da Silva (Japeri, Brasil; 28 de junio de 1992), conocido como Wellington Rato, es un futbolista brasileño. Juega de centrocampista y su equipo actual es el Esporte Clube Vitória del Campeonato Brasileño de Serie A.

## Trayectoria
Wellington Rato comenzó su carrera en el Audax Rio en 2012. Dejó el club en 2014, y pasó por clubes del ascenso brasileño. En julio de 2017, firmó con el Sampaio Corrêa, siendo parte del plantel que ganó la promoción a la Serie B en esa temporada.
En septiembre de 2020, Wellington Rato firmó en el Atlético Goianiense de la Serie A. Debutó en la primera división del país el 8 de octubre ante São Paulo.
En marzo de 2021, el centrocampista fue cedido al V-Varen Nagasaki de Japón.
Tras jugar la temporada 2022 por Goianiense, Wellington fichó en el São Paulo en diciembre de 2022.

## Estadísticas
Actualizado al último partido disputado el 7 de mayo de 2023.
| Club                         | Div.          | Temporada     | Liga Nacional | Liga Nacional | Liga Estatal | Liga Estatal | Copas nacionales | Copas nacionales | Copas internacionales | Copas internacionales | Total | Total |
| Club                         | Div.          | Temporada     | Part.         | Goles         | Part.        | Goles        | Part.            | Goles            | Part.                 | Goles                 | Part. | Goles |
| ---------------------------- | ------------- | ------------- | ------------- | ------------- | ------------ | ------------ | ---------------- | ---------------- | --------------------- | --------------------- | ----- | ----- |
| Audax Rio · Brasil           | R2.ª          | 2012          | —             | —             | 0            | 0            | —                | —                | —                     | —                     | 0     | 0     |
| Audax Rio · Brasil           | R1.ª          | 2013          | —             | —             | 10           | 1            | —                | —                | —                     | —                     | 10    | 1     |
| Audax Rio · Brasil           | R1.ª          | 2014          | —             | —             | 12           | 1            | —                | —                | —                     | —                     | 12    | 1     |
| Audax Rio · Brasil           | Total club    | Total club    | 0             | 0             | 22           | 2            | 0                | 0                | 0                     | 0                     | 22    | 2     |
| Guaratinguetá · Brasil       | 3.ª           | 2014          | 5             | 0             | —            | —            | —                | —                | —                     | —                     | 5     | 0     |
| Guaratinguetá · Brasil       | Total club    | Total club    | 5             | 0             | 0            | 0            | 0                | 0                | 0                     | 0                     | 5     | 0     |
| Dom Bosco · Brasil           | R1.ª          | 2015          | —             | —             | 12           | 1            | —                | —                | —                     | —                     | 12    | 1     |
| Dom Bosco · Brasil           | Total club    | Total club    | 0             | 0             | 12           | 1            | 0                | 0                | 0                     | 0                     | 12    | 1     |
| Red Bull Brasil · Brasil     | 4.ª           | 2015          | 7             | 1             | —            | —            | —                | —                | —                     | —                     | 7     | 1     |
| Red Bull Brasil · Brasil     | R1.ª          | 2016          | —             | —             | 0            | 0            | —                | —                | —                     | —                     | 0     | 0     |
| Red Bull Brasil · Brasil     | Total club    | Total club    | 7             | 1             | 0            | 0            | 0                | 0                | 0                     | 0                     | 7     | 1     |
| Caldense · Brasil            | 4.ª           | 2017          | 6             | 2             | 9            | 2            | —                | —                | —                     | —                     | 15    | 4     |
| Caldense · Brasil            | Total club    | Total club    | 6             | 2             | 9            | 2            | 0                | 0                | 0                     | 0                     | 15    | 4     |
| Sampaio Corrêa · Brasil      | 3.ª           | 2017          | 9             | 0             | —            | —            | —                | —                | —                     | —                     | 9     | 0     |
| Sampaio Corrêa · Brasil      | 2.ª           | 2018          | 9             | 0             | 7            | 0            | 2                | 0                | —                     | —                     | 18    | 0     |
| Sampaio Corrêa · Brasil      | Total club    | Total club    | 18            | 0             | 7            | 0            | 2                | 0                | 0                     | 0                     | 27    | 0     |
| Joinville · Brasil           | 4.ª           | 2019          | 4             | 0             | 9            | 0            | —                | —                | —                     | —                     | 13    | 0     |
| Joinville · Brasil           | Total club    | Total club    | 4             | 0             | 9            | 0            | 0                | 0                | 0                     | 0                     | 13    | 0     |
| Ferroviário (C) · Brasil     | 3.ª           | 2020          | 7             | 4             | 15           | 3            | —                | —                | —                     | —                     | 22    | 7     |
| Ferroviário (C) · Brasil     | Total club    | Total club    | 7             | 4             | 15           | 3            | 0                | 0                | 0                     | 0                     | 22    | 7     |
| Atlético Goianiense · Brasil | 1.ª           | 2020          | 19            | 2             | —            | —            | 2                | 0                | —                     | —                     | 21    | 2     |
| Atlético Goianiense · Brasil | 1.ª           | 2021          | —             | —             | 4            | 3            | 1                | 1                | —                     | —                     | 5     | 4     |
| Atlético Goianiense · Brasil | 1.ª           | 2022          | 36            | 8             | 15           | 4            | 8                | 2                | 11                    | 1                     | 70    | 15    |
| Atlético Goianiense · Brasil | Total club    | Total club    | 55            | 10            | 19           | 7            | 11               | 3                | 11                    | 1                     | 96    | 21    |
| V-Varen Nagasaki Japón       | 2.ª           | 2021          | 21            | 7             | —            | —            | 2                | 0                | —                     | —                     | 23    | 7     |
| V-Varen Nagasaki Japón       | Total club    | Total club    | 21            | 7             | 0            | 0            | 2                | 0                | 0                     | 0                     | 23    | 7     |
| São Paulo · Brasil           | 1.ª           | 2023          | 4             | 0             | 13           | 1            | 2                | 1                | 3                     | 0                     | 19    | 2     |
| São Paulo · Brasil           | Total club    | Total club    | 4             | 0             | 13           | 1            | 2                | 1                | 3                     | 0                     | 19    | 2     |
| Total carrera                | Total carrera | Total carrera | 127           | 24            | 106          | 16           | 17               | 4                | 14                    | 1                     | 248   | 45    |

## Palmarés

### Títulos estatales
| Título                | Club                | País     | Año  |
| --------------------- | ------------------- | -------- | ---- |
| Campeonato Maranhense | Sampaio Corrêa      | Maranhão | 2017 |
| Copa do Nordeste      | Sampaio Corrêa      | Brasil   | 2018 |
| Campeonato Goiano     | Atlético Goianiense | Goiás    | 2022 |

### Títulos nacionales
| Título         | Club            | País   | Año  |
| -------------- | --------------- | ------ | ---- |
| Copa de Brasil | São Paulo F. C. | Brasil | 2023 |